# Aegean Tennis Cup
L'Aegean Tennis Cup era un torneo professionistico di tennis giocato sul cemento. Faceva parte dell'Challenger Tour. Si sono giocate nel Rhodes Tennis Club di Rodi in Grecia solo le edizioni del 2009 e del 2010.

## Albo d'oro

### Singolare
| Anno | Campione        | Finalista        | Punteggio   |
| ---- | --------------- | ---------------- | ----------- |
| 2010 | Dudi Sela       | Rainer Schüttler | 7–6(3), 6–3 |
| 2009 | Benjamin Becker | Simon Stadler    | 7–5, 6–3    |

### Doppio
| Anno | Campioni                     | Finalisti                    | Punteggio              |
| ---- | ---------------------------- | ---------------------------- | ---------------------- |
| 2010 | Dustin Brown Simon Stadler   | Jonathan Marray Jamie Murray | 7–6(4), 6(4)–7, [10–7] |
| 2009 | Karol Beck Jaroslav Levinský | Rajeev Ram Bobby Reynolds    | 6–3, 6–3               |